# Allium ertugrulii
Allium ertugrulii — вид трав'янистих рослин родини амарилісові (Amaryllidaceae), ендемік Туреччини. Назва нового виду присвячена професору доктору Куддісі Ертугрулі (англ. Kuddisi Ertugrul).

## Опис
Цибулина яйцеподібно-еліпсоїдна, кремово-бура, без цибулинок. Стебло 25–50 см заввишки, помітно пурпурувате і гнуте при основі, голе. Листя 1 (дуже рідко 2), 15–30 × 0.5–1 см, лінійно-ланцетоподібне, пряме, коротше за суцвіття. Зонтик волохатий, 10–20-квітковий, діаметром 1–4 см, ± щільний. Тичинки пурпурні, 2 × 0.75 мм. Оцвітина дзвінчаста; сегменти оцвітини білі, 10–12 мм завдовжки, зовнішні — довгасто-ланцетні, тупі, на верхівці зубчасті або злегка зубчасті, внутрішні — ланцетні, тупі, трохи зубчасті, вужчі за зовнішні сегменти. Зав'язь яйцювата, 3–4 × 2.5–3 мм, зелена, гола. Коробочка трикутна, 4–6 × 3–5 мм. Насіння чорне, 1–2 мм, гладке.
Цвіте і плодоносить у травні та червні.

## Поширення
Ендемік Туреччини (Конья).
Вид відомий лише з півдня Анатолії. Там він росте на узліссях в просвітах у лісах Pinus nigra та в просвітах уздовж водних шляхів на глибоких ґрунтах на висоті 1350–1500 м.